# Rudolf Friedrich Weinland
Rudolf Heinrich Friedrich Weinland (* 22. November 1865 in Hofgut Wittlingen; † 13. Juli 1936 in Tübingen) war ein deutscher Apotheker und Chemiker.

## Leben
Rudolf Friedrich Weinland kam als Sohn des Zoologen David Friedrich Weinland zur Welt. Er besuchte die Lateinschule in Urach und später das Lyzeum in Esslingen am Neckar (das heutige Georgii-Gymnasium). Mit der pharmazeutischen Ausbildung begann er 1880 in der Salzmann‘schen Apotheke in Esslingen. Drei Jahre später legte er in Stuttgart sein Gehilfenexamen ab. Anschließend konditionierte er weitere drei Jahre in Freiburg, Genf, Metz und Baden-Baden. Ab 1887 studierte er an der polytechnischen Schule in Stuttgart Pharmazie. Nachdem er 1889 das Staatsexamen abgelegt hatte, studierte er an der Universität Erlangen Chemie, wo er 1891 zum Dr. phil. promoviert wurde. Von 1893 bis 1902 arbeitete er an der Universität München als Hochschulassistent.
Nachdem er 1894 die Matur nachgemacht hatte, habilitierte sich Weinland 1899 für das Fach Pharmazeutische Chemie. 1902 trat er an der Universität Tübingen als a. o. Prof. für pharmazeutische Chemie die Nachfolge von Theodor Paul an. Gründe für seine Berufung waren vor allem seine Erfahrung im Apothekerberuf sowie sein Arbeitsgebiet, die anorganische Chemie. Während seiner Lehrtätigkeit in Tübingen betreute Weinland zahlreiche Dissertationen, obwohl diese aufgrund der Promotionsordnung den am Institut lehrenden Ordinarien zugeordnet wurden.
1920 ging Weinland als o. Professor für pharmazeutische und angewandte Chemie an die Universität Würzburg. Dort war er bis 1931 Vorstand des pharmazeutischen Instituts. Weitere Rufe verschiedener Universitäten lehnte Weinland ab, wie etwa 1918 den Ruf auf den Lehrstuhl der Pharmazie der Reichsuniversität Straßburg.
Das Hauptarbeitsgebiet von Weinland war die anorganische und präparative Chemie sowie die Chemie der komplexen Verbindungen.
Er war einer der ersten, der die Koordinationslehre von Alfred Werner beachtete und anerkannte.

## Veröffentlichungen
- Anleitung zur Maßanalyse und zu den maßanalytischen Bestimmungen des Deutschen Arzneibuchs IV. Tübingen 1905.
- Einführung in die Chemie der Komplexverbindungen (Wernersche Koordinationslehre) in elementarer Darstellung. Stuttgart 1919.
- Anleitung für das Praktikum in der Gewichtsanalyse. Tübingen 1906.